# Zōzu-san
Der Zōzu-san oder Zōzu-zan (japanisch 象頭山, „Elefantenkopf-Berg“) ist ein Berg in der japanischen Präfektur Kagawa. Seine Höhe beträgt 538 m. Er wurde am 9. Juni 1951 als Naturdenkmal und Landschaftlich Schöner Ort ausgewiesen. Der Berg liegt an der Grenze der Verwaltungsgebiete von Zentsuji im Norden, Kotohira im Osten und Mitoyo im Südwesten. Der nächstgelegene Ort ist die Stadt Kotohira auf der Ostseite des Berges. Auf der Südostseite liegt auf dem Weg zum Gipfel der Shintō-Schrein Kotohira-gū auf 521 m Höhe.